# 68년

## 연호
- 후한(後漢) 영평(永平) 11년

## 기년
- 후한(後漢) 명제(明帝) 11년
- 신라(新羅) 탈해 이사금(脫解泥師今) 12년
- 고구려(高句麗) 태조대왕(太祖大王) 16년
- 백제(百濟) 다루왕(多婁王) 41년

## 사건
- 갈바가 로마 제국의 황제가 되다.
- 갈사부여(曷思夫餘)의 도두왕(都頭王)이 고구려의 태조대왕에게 나라를 들어 바침. 이로써 갈사부여는 멸망하고 고구려에 흡수됨.

## 사망
- 6월 9일 - 로마 제국 5대 로마 황제 네로(37년~)